# Trešnjevka-jug
Trešnjevka-jug (Trešnjevka-syd) är en stadsdel i Zagreb i Kroatien. Stadsdelen har 66 595 invånare (2011) och en yta på 9,84 km2. Tillsammans med Trešnjevka-sjever (Trešnjevka-norr) utgör stadsdelen en del av det historiska området Trešnjevka.  

## Geografi
Trešnjevka-jug ligger i västra Zagreb, sydväst om stadens stadskärna. Stadsdelen gränsar till Trešnjevka-sjever i norr, Trnje i nordöst, Novi Zagreb-zapad i söder och sydöst samt Črnomerec i öster. Trešnjevka-jug ligger på låglänt terräng och genom stadsdelen flyter bäckarna Vrapčak, Kustošak och Črnomerec som mynnar i Sava. I stadsdelens södra del dominerar sport- och rekarationscentret vid sjön Jarun. Den södra delen är ett vattenskyddsområde och de flesta invånarna bor i den norra urbana delen av Trešnjevka-jug.

## Lista över lokalnämnder
I Trešnjevka-jug finns 6 lokalnämnder (mjesni odbori) som var och en styr över ett mindre område;
- Gajevo
- Horvati-Srednjaci
- Jarun
- Knežija
- Prečko
- Vrbani

### Fotnoter
1. ↑  ”Census of Population, Households and Dwellings 2011, First Results by Settlements” (på engelska och kroatiska) ( PDF). Kroatiska statistiska centralbyrån. Arkiverad från originalet den 19 augusti 2014. https://web.archive.org/web/20140819030849/http://www.dzs.hr/Hrv_Eng/publication/2011/SI-1441.pdf. Läst 29 mars 2013.
2. ↑  Zagreb.hr – Zagrebs officiella webbplats (kroatiska)
3. ↑  Zagreb.hr – Zagrebs officiella webbplats (kroatiska)